# Vanderbilt Avenue

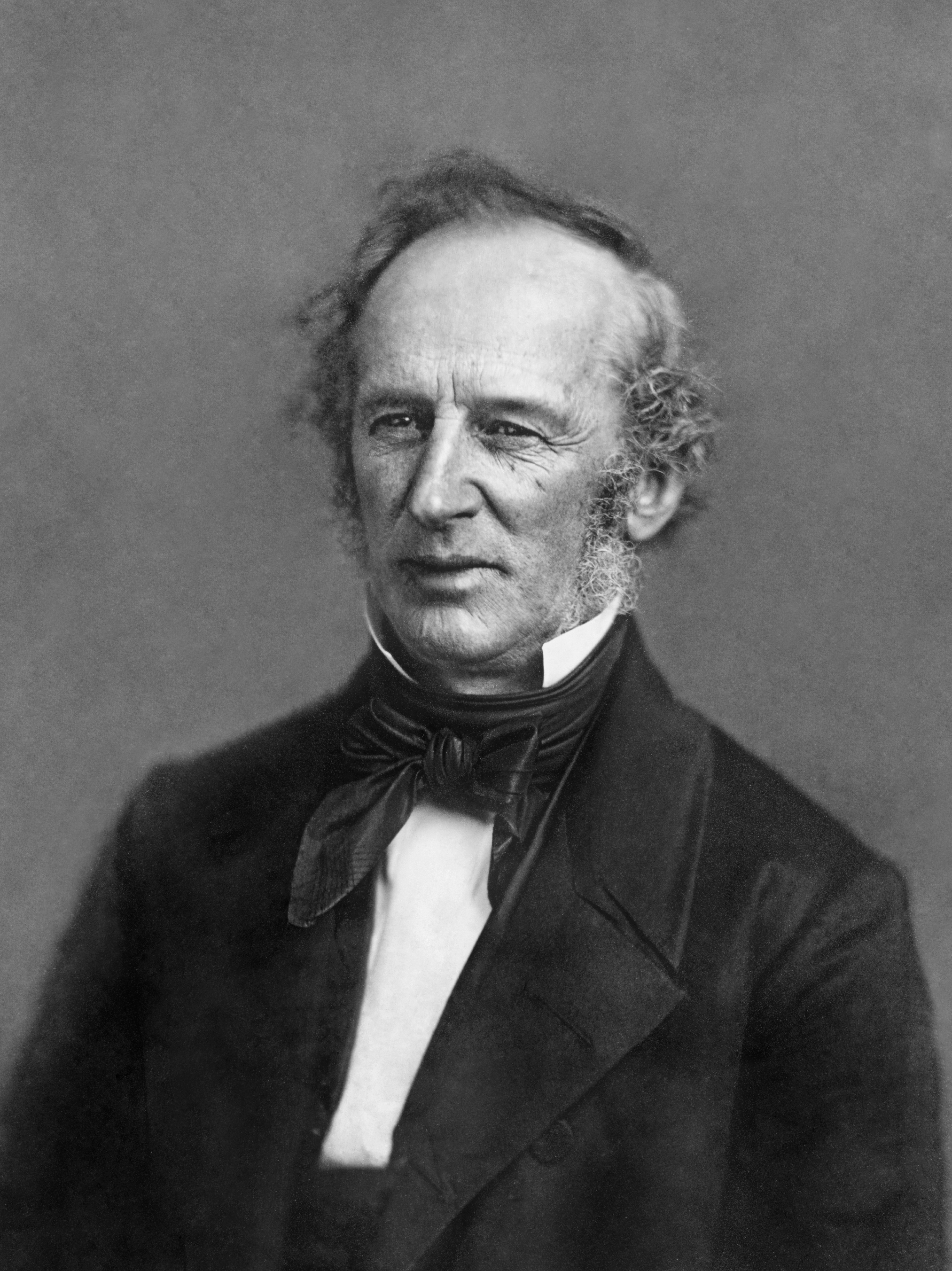
Cornelius Vanderbilt

Vanderbilt Avenue est le nom de trois avenues de la ville de New York qui se trouvent respectivement à Brooklyn, à Manhattan et à Staten Island.

## Origine du nom
Elle sont toutes nommées en l'honneur de Cornelius Vanderbilt, le créateur de la gare de Grand Central Terminal. 

## Brooklyn

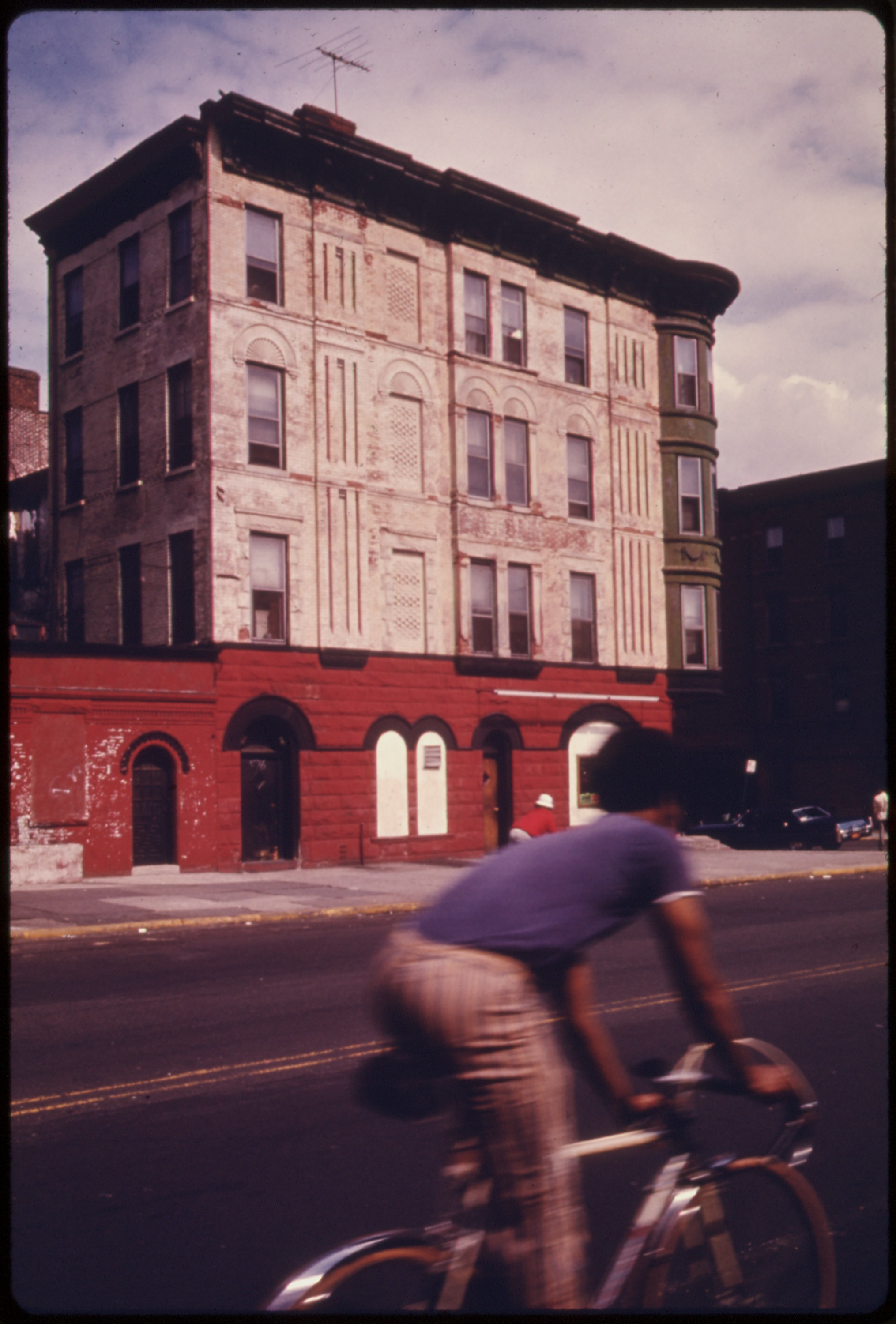
Vanderbilt Avenue à Brooklyn

La Vanderbilt Avenue de Brooklyn relie Grand Army Plaza 40° 40′ 30″ N, 73° 58′ 11″ O à Flushing Avenue 40° 41′ 52″ N, 73° 58′ 14,5″ O

## Manhattan
Vanderbilt avenue à Manhattan s'étend de la 42e rue à la 47e rue, entre Park Avenue et Madison Avenue. Elle a été construite vers la fin des années 1860 à la suite de la construction de Grand Central Terminal. 40° 45′ 13″ N, 73° 58′ 39″ O

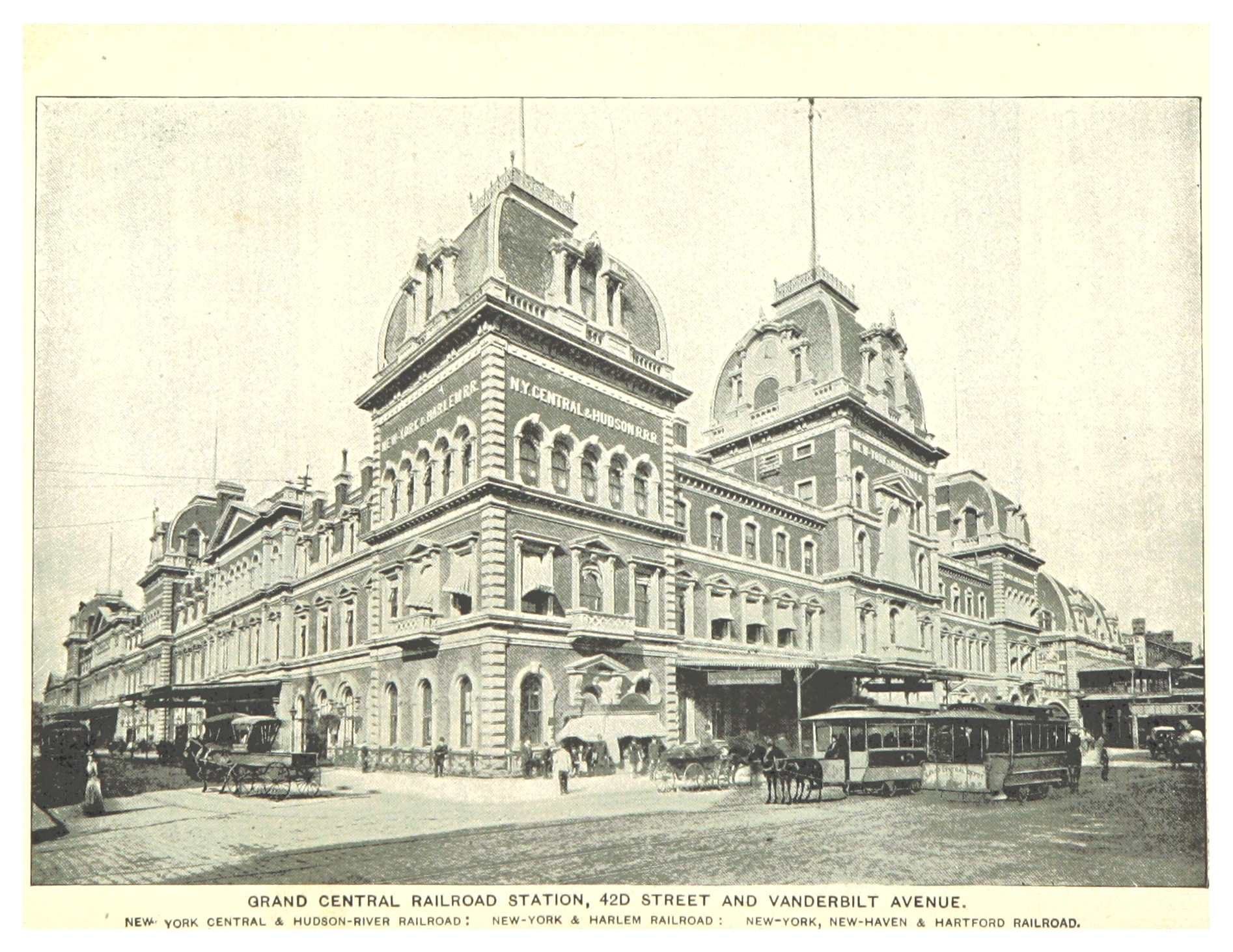
Vanderbilt Avenue à Manhattan en 1893
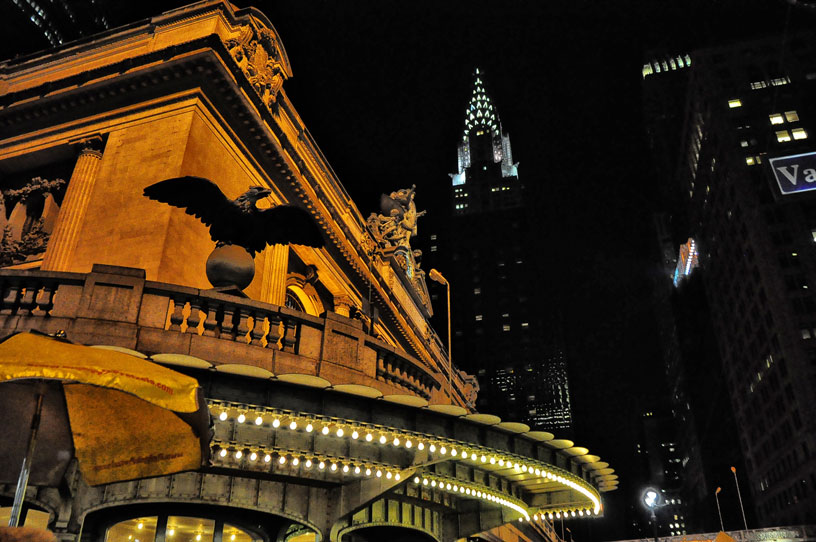
Vanderbilt avenue et Grand Central Terminal en 2012

## Staten Island
Vanderbilt Avenue s'étend sur environ 1,6 km  et dessert les quartiers de Clifton, Stapleton Heights, Concord, et Grymes Hill. 40° 37′ 20″ N, 74° 04′ 23″ O